# Hans Christian Lumbye

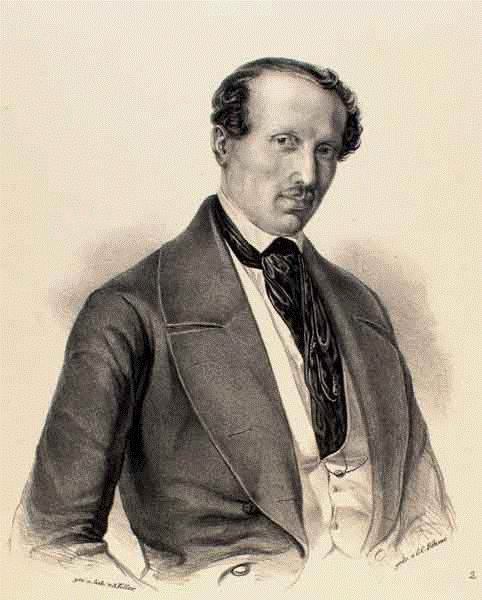
Hans Christian Lumbye

Hans Christian Lumbye (pronunciación en danés: /lɔmˈpyː/; Copenhague, 2 de mayo de 1810 – Copenhague, 20 de marzo de 1874) fue un compositor danés de valses, polcas, mazurcas y galopes, entre otros.
De niño, estudió música en Randers y Odense, y con 14 años tocaba la trompeta en una banda militar. En 1829, se alistó a la Guardia Real a Caballo en Copenhague, cosa que compaginó con su formación musical. En 1839, después de escuchar a una orquesta vienesa tocar música de Johann Strauss I, empezó a componer en el estilo de Strauss, con lo que acabaría siendo conocido como el Strauss del Norte. Entre 1843 y 1872, ocupó el puesto de director musical y compositor interno de los Jardines Tivoli de Copenhague. Su popularidad llegó hasta tal punto en la capital danesa que muchos apodaron a Johann Strauss II el Lumbye del Sur.
Lumbye es especialmente conocido por sus composiciones ligeras, muchas de las cuales evocan sonidos de fuentes no musicales. Por ejemplo, el Galop del champán empieza con el sonido del descorchado de una botella de champán, mientras que el Galop del tren de vapor de Copenhague recrea fielmente los sonidos de un tren desde que sale de una estación hasta que se detiene en la siguiente estación. Homenajeó a la cantante de ópera Jenny Lind con su Souvenir de Jenny Lind, Vals, de 1845.
Tuvo dos hijos músicos, Carl Christian (9 de julio de 1841-10 de agosto de 1911) y Georg August (26 de agosto de 1843-1922), que se hicieron cargo de la orquesta tras la muerte de su padre. Su nieto Georg Høeberg fue un importante director de orquesta en Det kongelige Teater.